# Форкушевці
45°21′ пн. ш. 18°29′ сх. д. / 45.35° пн. ш. 18.49° сх. д.
Форкушевці (хорв. Forkuševci) — населений пункт у Хорватії, в Осієцько-Баранській жупанії у складі громади Вишковці.

## Населення
Населення за даними перепису 2011 року становило 468 осіб.
Динаміка чисельності населення поселення:

## Клімат
Середня річна температура становить 11,02 °C, середня максимальна – 25,30 °C, а середня мінімальна – -6,11 °C. Середня річна кількість опадів – 704 мм.
| Клімат поселення                              | Клімат поселення | Клімат поселення | Клімат поселення | Клімат поселення | Клімат поселення | Клімат поселення | Клімат поселення | Клімат поселення | Клімат поселення | Клімат поселення | Клімат поселення | Клімат поселення | Клімат поселення |
| Показник                                      | Січ.             | Лют.             | Бер.             | Квіт.            | Трав.            | Черв.            | Лип.             | Серп.            | Вер.             | Жовт.            | Лист.            | Груд.            |                  |
| Середній максимум, °C                         | 5,66             | 7,95             | 12,59            | 17,17            | 22,15            | 25,30            | 25,25            | 24,87            | 20,91            | 15,45            | 9,48             | 5,50             |                  |
| Середня температура, °C                       | −0,2             | 2,06             | 6,71             | 11,26            | 16,26            | 19,41            | 21,13            | 20,77            | 16,78            | 11,32            | 5,40             | 1,40             |                  |
| Середній мінімум, °C                          | −6,11            | −3,84            | 0,82             | 5,38             | 10,38            | 13,51            | 17,03            | 16,67            | 12,68            | 7,21             | 1,26             | −2,7             |                  |
| Норма опадів, мм                              | 45               | 42               | 44               | 53               | 65               | 90               | 67               | 63               | 52               | 60               | 68               | 55               |                  |
| Середньомісячна швидкість вітру, м/с          | 2.12             | 2.40             | 2.70             | 2.60             | 2.30             | 2.10             | 2.10             | 1.90             | 1.90             | 2.00             | 2.10             | 2.20             |                  |
| Середньомісячна сонячна радіація, кДж/м²·день | 4290             | 6970             | 10914            | 15473            | 19276            | 21297            | 22235            | 20434            | 15011            | 9417             | 4861             | 3600             |                  |
| --------------------------------------------- | ---------------- | ---------------- | ---------------- | ---------------- | ---------------- | ---------------- | ---------------- | ---------------- | ---------------- | ---------------- | ---------------- | ---------------- | ---------------- |
| Джерело:                                      |                  |                  |                  |                  |                  |                  |                  |                  |                  |                  |                  |                  |                  |